# OMC (Band)
OMC war eine Popband aus Otara (Manukau), der früheren Stadt Manukau City, heute Auckland Council, Neuseeland. Die Abkürzung stand für „Otara Millionaires Club“ – eine ironische Anspielung darauf, dass Otara einer der ärmsten Stadtbezirke von Auckland ist.
Die Gruppe ist bekannt für ihren 1996er Welthit How Bizarre. In Australien und Neuseeland wurde er zur erfolgreichsten Single aller Zeiten. Die Band bestand hauptsächlich aus Pauly Fuemana und Alan Jansson.

## Geschichte

### Werdegang und Vorläuferband (1992–1995)
Der Vorläufer der Band nannte sich ursprünglich „Otara Millionaires Club“ und hatte einen lokalen Hit mit dem Titel We are the OMC.
Die Gruppe wurde ursprünglich 1992 von Paulys älterem Bruder Phil Fuemana gegründet, der bereits mit den Projekten Fuemana und Houseparty im Soul-Bereich musikalisch aktiv war und sich auch als Produzent einen Namen gemacht hatte. Die Besetzung bestand zunächst aus Phil Fuemana, Pauly Fuemana, MC Herman Loto (später aktiv als Ermehn) und Alan Jansson als Produzent, sowie anderen Mitgliedern aus der ortsansässigen R&B- und Hip-Hop-Szene.
Jansson hatte zuvor schon in einigen Bands gespielt und auch als Produzent einige Charterfolge in Neuseeland erlangen können. Unter seinem maßgeblichen Einfluss entstand 1994 ein Sampler namens Proud: An Urban-Pacific Streetsoul Compilation, der die damalige musikalische Bewegung jener Szene widerspiegeln sollte, die sich auffallend vom R&B und Hip-Hop der übrigen Welt absetzte. Ein herausragendes Stück auf dem Sampler war We are the OMC. Die Single dazu erschien 1995 über das australische Label Volition.
Dem Album ging eine landesweite und kostspielige Tournee mit vielen der vertretenen Künstler voraus. Nach dieser Tournee brach die ursprüngliche Gruppe OMC Mitte 1995 auseinander. Danach setzten Pauly Fuemana und Alan Jansson die gemeinsame musikalische Arbeit unter dem Initialen-Pseudonym OMC fort. Pauly wurde das öffentliche Gesicht der Band, der als Frontmann fungierte und während der Auftritte und Tourneen mehrere Instrumente spielte. Die Musik stammte jedoch grundsätzlich von beiden, wobei Jansson alle Titel mitschrieb und die meisten Arrangements und Produktionsaufgaben im Studio übernahm.

### How Bizarre(1995–1997)
Beide schrieben gemeinsam das Stück How Bizarre. Zu den Aufnahmen steuerte Sina Saipaia (auch bekannt als Sister Sina) die weibliche Gesangsstimme bei. Anschließend wurde ein Vertrag beim Label Huh Records unterzeichnet.
Auch ohne Promovideo wurde das Stück Ende 1995 in Neuseeland sofort zum Hit. Anfang 1996 erreichte es in Neuseeland die Spitzenposition und blieb dort drei Wochen. Es wurden über 35.000 Exemplare verkauft. Im selben Jahr wurde How Bizarre für fünf Wochen die Nummer eins in Australien, verkaufte über 150.000 Singles und wurde als Platin-Single ausgezeichnet. Später im Jahr erreichte die Single Platz 5 in der UK Singles Charts und Platz 1 in vielen Ländern Europas und weiten Teilen der Welt. In den Vereinigten Staaten war How Bizarre 32 Wochen lang in der Mainstream-Top-40-Tabelle von Billboard vertreten und erreichte im August 1997 aufgrund des hohen Hörspielaufkommens den ersten Platz.
Dies machte OMC zum ersten neuseeländischen Künstler, der den ersten Platz in einem der Billboard-Charts erreichte. Der Song wurde jedoch nie auf der regulären Billboard Hot 100 gelistet, da er dort nicht als kommerziell erhältliche Single veröffentlicht wurde, was zu dieser Zeit eine Voraussetzung für die Chartberechtigung war. How Bizarre wurde auch zwei Jahre hintereinander ein BMI-zertifizierter „Million Airplay“-Song. Mit „Right On“ erschien im Mai 1996 eine weitere Single, die Platz 11 der Neuseeländischen Charts erreichte, ebenfalls mit Sina Saipia als Begleitsängerin.
Die übrigen Auskopplungen des Albums erreichten den internationalen Erfolg von How Bizarre nicht. OMC gilt daher als typisches One-Hit-Wonder.
Im September 1996 erschien das Debütalbum von OMC, ebenfalls mit dem Titel How Bizarre. Das Album wurde in den USA über eine Million Mal verkauft und in vielen anderen Ländern in den Hitlisten verzeichnet.

### Nach dem Welterfolg (1997–2007)
Die dritte Single von OMC, On the Run, erreichte 1997 Platz 56 in Großbritannien und auch das darauffolgende Land of Plenty konnte sich noch in den neuseeländischen Top Ten platzieren.
1997 erschien lediglich die neue Single I Love L.A. Ein Cover von Randy Newman aus dem Jahre 1983, mit einigen Live-Mitschnitten als B-Seite sowie mit „How Bizarre – the Remixes“ eine Maxi-EP. Im selben Jahr erschien in Australien und Neuseeland das Debütalbum noch einmal mit einer zusätzlichen Remix-EP namens "The Uptown Project". Danach wurde es still um die Gruppe.
Mitgliedschaften und Zugehörigkeit zur Band OMC wurden nach außen außerordentlich unscharf gehalten, was zu Problemen führte. Zwischen Fuemana und Jansson entbrannte ein Streit um Lizenzgebühren, der 1998 letztendlich in einem Gerichtsverfahren endete, in dem Jansson unterlag. Nach einer Einigung wurde vereinbart, dass Fuemana den Namen des Duos weiterhin als Solokünstler verwenden durfte. Dies wurde jedoch nicht umgesetzt, sondern führte lediglich zum vorläufigen Ende der Zusammenarbeit.
2000 wurde als letzte Zusammenarbeit mit der Plattenfirma Huh Records noch einmal die Erst-Single „We are the OMC“ aus dem Jahr 1995 inkl. Remixe als Maxi wiederveröffentlicht. Zwischen 1995 und 2000 wird der weltweite Absatz auf drei bis vier Millionen Tonträger geschätzt. 2002 erreichte ihr Song How Bizarre Platz 71 bei den 100 Greatest One-Hit Wonders von William Shatner.
2005 verstarb der ältere Bruder und eigentliche Gründer Phil Fuemana an einem Herzinfarkt. Darüber hinaus kursierten erste Meldungen darüber, dass Pauly Fuemana in finanzielle Schwierigkeiten geraten sei. Pauly Fuemana und Alain Jansson formierten sich als OMC neu und veröffentlichten im März 2007 die Single 4 All of Us, mit der Schauspielerin Lucy Lawless als Gastsängerin. Einige Monate später erschien mit Please eine weitere Neuaufnahme, diesmal mit dem Rapper Boy C als Gastmitglied. Da weiterer Erfolg ausblieb wurde das Projekt schließlich aufgegeben.

### Tod von Pauly Fuemana (2010)
2009 verschlechterte sich der Gesundheitszustand von Pauly Fuemana, nachdem er mehrere Jahre an einer chronischen Nervenkrankheit gelitten hatte. Er verstarb am 31. Januar 2010 mit 40 Jahren im North Shore Hospital in Auckland an einer Lungenentzündung.
Im Februar 2010 kam How Bizarre nach der Nachricht von Pauly Fuemanas Tod für kurze Zeit wieder in die Charts Neuseelands. Bei den APRA Silver Scroll Awards 2010 wurde How Bizarre mit Gründungsmitglied MC Herman Loto (aka.Ermehn) als Hauptsänger sowie anderen Künstlern und einem Gospelchor Live aufgeführt.
2023 verstarb auch Mitbegründer der ursprünglichen OMC-Band Herman Loto.

## Diskografie

### Alben
| Jahr | Titel       | Höchstplatzierung, Gesamtwochen, AuszeichnungChartplatzierungen (Jahr, Titel, Platzierungen, Wochen, Auszeichnungen, Anmerkungen) | Höchstplatzierung, Gesamtwochen, AuszeichnungChartplatzierungen (Jahr, Titel, Platzierungen, Wochen, Auszeichnungen, Anmerkungen) | Höchstplatzierung, Gesamtwochen, AuszeichnungChartplatzierungen (Jahr, Titel, Platzierungen, Wochen, Auszeichnungen, Anmerkungen) | Höchstplatzierung, Gesamtwochen, AuszeichnungChartplatzierungen (Jahr, Titel, Platzierungen, Wochen, Auszeichnungen, Anmerkungen) | Höchstplatzierung, Gesamtwochen, AuszeichnungChartplatzierungen (Jahr, Titel, Platzierungen, Wochen, Auszeichnungen, Anmerkungen) | Höchstplatzierung, Gesamtwochen, AuszeichnungChartplatzierungen (Jahr, Titel, Platzierungen, Wochen, Auszeichnungen, Anmerkungen) | Anmerkungen                        |
| Jahr | Titel       | DE | AT | CH | UK | US | NZ | Anmerkungen                        |
| ---- | ----------- | --- | --- | --- | --- | --- | --- | ---------------------------------- |
| 1996 | How Bizarre | DE48 (7 Wo.)DE | — | CH35 (4 Wo.)CH | — | US40 Gold · (25 Wo.)US | NZ5 ×2Doppelplatin · (15 Wo.)NZ                                                                                                   | Charteintritt in den USA erst 1997 |

### EPs
- 1997: How Bizarre – the Remixes
- 1997: The Uptown Project
- 2000: We R the OMC (Remixes)

### Singles
| Jahr | Titel Album                | Höchstplatzierung, Gesamtwochen, AuszeichnungChartplatzierungen (Jahr, Titel, Album, Platzierungen, Wochen, Auszeichnungen, Anmerkungen) | Höchstplatzierung, Gesamtwochen, AuszeichnungChartplatzierungen (Jahr, Titel, Album, Platzierungen, Wochen, Auszeichnungen, Anmerkungen) | Höchstplatzierung, Gesamtwochen, AuszeichnungChartplatzierungen (Jahr, Titel, Album, Platzierungen, Wochen, Auszeichnungen, Anmerkungen) | Höchstplatzierung, Gesamtwochen, AuszeichnungChartplatzierungen (Jahr, Titel, Album, Platzierungen, Wochen, Auszeichnungen, Anmerkungen) | Höchstplatzierung, Gesamtwochen, AuszeichnungChartplatzierungen (Jahr, Titel, Album, Platzierungen, Wochen, Auszeichnungen, Anmerkungen) | Höchstplatzierung, Gesamtwochen, AuszeichnungChartplatzierungen (Jahr, Titel, Album, Platzierungen, Wochen, Auszeichnungen, Anmerkungen) | Anmerkungen                                   |
| Jahr | Titel Album                | DE | AT | CH | UK | US | NZ | Anmerkungen                                   |
| ---- | -------------------------- | --- | --- | --- | --- | --- | --- | --------------------------------------------- |
| 1995 | How Bizarre                | DE2 Gold · (20 Wo.)DE | AT1 (14 Wo.)AT | CH4 (26 Wo.)CH | UK5 Platin · (16 Wo.)UK | — | NZ1 Platin · (25 Wo.)NZ | Charteintritt in Europa erst ab November 1996 |
| 1996 | Right On How Bizarre       | DE83 (8 Wo.)DE | — | — | — | — | NZ11 Gold · (13 Wo.)NZ | Charteintritt in DE erst im Juli 1997         |
| 1997 | On the Run How Bizarre     | DE82 (5 Wo.)DE | — | — | UK56 (2 Wo.)UK | — | NZ30 (4 Wo.)NZ | Erstveröffentlichung: 18. Januar 1997         |
| 1997 | Land of Plenty How Bizarre | — | — | — | — | — | NZ4 (6 Wo.)NZ | Erstveröffentlichung: 1997                    |

Weitere Singles
- 1995: We R the OMC
- 1997: I Love L.A.
- 2007: 4 All of Us (feat. Lucy Lawless)[20]
- 2007: Please (feat. Boy C & Lucy Lawless; nur als Promo)[21]

## Auszeichnungen für Musikverkäufe
| Platin-Schallplatte - Australien - 1996: für die Single How Bizarre - Kanada - 1998: für das Album How Bizarre |

Anmerkung: Auszeichnungen in Ländern aus den Charttabellen bzw. Chartboxen sind in ebendiesen zu finden.
| Land/RegionAuszeichnungen für Musikverkäufe (Land/Region, Auszeichnungen, Verkäufe, Quellen) | Gold     | Platin     | Verkäufe | Quellen                   |
| -------------------------------------------------------------------------------------------- | -------- | ---------- | -------- | ------------------------- |
| Australien (ARIA)                                                                            | —        | Platin1    | 70.000   | aria.com.au               |
| Deutschland (BVMI)                                                                           | Gold1    | —          | 250.000  | musikindustrie.de         |
| Kanada (MC)                                                                                  | —        | Platin1    | 100.000  | musiccanada.com           |
| Neuseeland (RMNZ)                                                                            | Gold1    | 3× Platin3 | 45.000   | aotearoamusiccharts.co.nz |
| Vereinigte Staaten (RIAA)                                                                    | Gold1    | —          | 500.000  | riaa.com                  |
| Vereinigtes Königreich (BPI)                                                                 | —        | Platin1    | 600.000  | bpi.co.uk                 |
| Insgesamt                                                                                    | 3× Gold3 | 6× Platin6 |          |                           |

## Musikvideos
- 1996: How Bizarre (feat. Sister Sina) (Regie: Lee Baker)[29]
- 1997: On the Run
- 1997: Right On (feat. Sister Sina)
- 1997: Land of Plenty (feat. Taisha Khutze) (Regie: Kerry Brown)[30]
- 2007: 4 All of Us (feat. Lucy Lawless)